# Tipula xanthostigma
Tipula xanthostigma är en tvåvingeart som beskrevs av William George Dietz 1917. Tipula xanthostigma ingår i släktet Tipula och familjen storharkrankar. Inga underarter finns listade i Catalogue of Life.